# Baeoura tricalcarata
Baeoura tricalcarata är en tvåvingeart som beskrevs av Alexander 1966. Baeoura tricalcarata ingår i släktet Baeoura och familjen småharkrankar. Inga underarter finns listade i Catalogue of Life.